# Kanadská ukrajinština
Kanadská ukrajinština (ukrajinsky кана́дсько-украї́нська мо́ва, přepis kanadsko-ukrainska mova, výslovnost [kɐˈnɑt͡sʲsʲko ukrɐˈjinsʲkɐ ˈmɔβɐ]IPA) je dialekt ukrajinštiny, kterým mluví ukrajinská menšina v západní a střední Kanadě, jejíž příslušníci sem přišli ve dvou vlnách.
Hojně se jí mluvilo od začátku ukrajinského osídlení v Kanadě po roce 1892 do poloviny 20. století. Protože většina těchto Ukrajinců pocházela z Rakousko-uherských provincií Halič a Bukovina, kanadská ukrajinština vychází více z dialektů této oblasti, než ze standardní ukrajinštiny. Někteří z těchto imigrantů sebe dokonce identifikovali jako Rusíny. Obsahuje také mnoho slov z němčiny, angličtiny, rumunštiny a o něco méně z ruštiny.

## Slovní zásoba
Slova dialektu (stav z 20. let 20. století), sestávala většinou z obyčejných ukrajinských slov, dialektiky ze západní Ukrajiny a ukrajinizace anglických slov. Například věci, které byly dobře známy z období před emigrací, byly i nadále nazývány jejich ukrajinskými jmény, jako vuhillia (uhlí), kukhnia (kuchyně) nebo oliia (olej).
Pro nové věci, které na konci 19. a počátku dvacátého století neexistovaly ve venkovských rakousko-uherských územích na západní Ukrajině, se však anglická slova jednoduše přizpůsobila v ukrajinské výslovnosti, jako trak (z anglického truck - nákladní auto), pamps (z pumps - čerpadlo), keš régyster (z cash register - pokladna) nebo risít (z receit - účet).

## Počet mluvčích
Počet mluvčích klesá.

### Vývoj počtu mluvčích
- Data jsou brána z kanadského sčítání lidu.

| Rok  | Počet mluvčích |
| 1961 | 361 496        |
| 1971 | 309 860        |
| 1981 | 254 690        |
| 1991 | 187 015        |
| 2001 | 148 085        |

### Počet mluvčích podle provincií
- Data jsou brána z kanadského sčítání lidu 2001

| Kanadská provincie | Počet mluvčích kanadské ukrajinštiny | % mluvčích kanadské ukrajinštiny |
| ------------------ | ------------------------------------ | -------------------------------- |
| Britská Kolumbie   | 13 600                               | 0,35 %                           |
| Alberta            | 33 970                               | 1,15 %                           |
| Saskatchewan       | 19 650                               | 2,04 %                           |
| Manitoba           | 26 540                               | 2,4 %                            |
| Ontario            | 48 620                               | 0,43 %                           |
| Québec             | 5 125                                | 0,07 %                           |

## Ukázka kanadské ukrajinštiny
- Ukázka textu v kanadské ukrajinštině. Pro srovnání standardní ukrajinština a český překlad (báseň o vlajce Kanady z roku 1925).

| Kanadskou ukrajinštinou | Přepis | Standardní ukrajinštinou | Český překlad |
| --- | --- | --- | --- |
| Наш прапор має три кольори: червоний, білий і синий. Червоний означає: „Будь відважний“ Білий означає: „Будь чесний“ Синий означає: „Будь вірний“ Памятаймо о тім, коли дивимось на Наш прапор. | Naš prapor maje try koljory: Červonyi, bilyi i synyi. Červonyi označaje: „Bud vidvažnyi“ Bilyi označaje: „Bud česnyi“ Synyi označaje: „Bud virnyi“ Pamjatajmo o tim, koly dyvjmos na naš prapor. | Наш прапор має три кольори: червоний, білий і синій. Червоний означає: «Будь відважним» Білий означає: «Будь чесним» Синій означає: «Будь вірним» Памятаймо про це, коли дивимось на Наш прапор. | Naše vlajka má tři barvy: Červenou, bílou a modrou. Červená znamená: “Buď statečný” Bílá znamená: “Buď upřímný” Modrá znamená: “Buď věrný” To si pamatujme, když se podíváme na naši vlajku. |